# Szent Katalin-székesegyház (Utrecht)
Az utrechti Szent Katalin-székesegyház (holland nyelven Sint-Catharinakathedraal) a római katolikus utrechti főegyházmegye székesegyháza. 2019-ben a főegyházmegye elhatározta, hogy a templomot bezárják, és a székesegyház Apeldoornba vagy Utrecht egy másik plébániatemplomába kerül át.

## Története
A templom eredetileg a karmeliták, később a máltai lovagrend kolostortemploma volt. Az Alexandriai Szent Katalin tiszteletére emelt templom építését 1560-ban fejezték be. Húsz évvel az elkészülte után a reformáció következtében már világi célokra használták. 1636-tól református templomként újból istentiszteleti helyként szolgált.
A református korszakban, 1651. szeptember 30-án itt kötött házasságot Apáczai Csere János és Aletta van der Maet. Több híres utechti személyiséget itt temettek el, többek között Gisbertus Voetius teológust, valamint Abraham Bloemaert és Gerard van Honthorst festőket.
1815-ben a templom visszakerült a katolikus egyházhoz, előbb a katonai garnizon templomaként, 1842-től pedig plébániatemplomként. Amikor 1853-ban helyreállították a hollandiai református területek római katolikus egyházszervezetét, Utrecht újból a főegyházmegye székhelye lett, és a Szent Katalin-templomot székesegyházi rangra emelték.
1900-ban a templom hosszházát Alfred Tepe irányítása alatt nyugati irányban meghosszabbították. Ugyanekkor épült az 53 méter magas torony a kampeni városháza tornyának mintájára.
Anyagi megfontolások miatt 2019-ben a főegyházmegye elhatározta, hogy a templomot bezárják, és a székesegyház Apeldoornba vagy Utrecht egy másik plébániatemplomába kerül át. A templomot valószínűleg eladják majd, a lehetséges vevők között a kolostor épületében található Catharijneconvent Múzeum is szerepel.

## Leírása
A templom gótikus stílusban épült bazilika, három hajóval és kereszthajóval. Az 1859-ben készült  neogótikus belső berendezést 1960 körül eltávolították, és Pieter Jansz. Saenredam rajzai alapján rekonstruálták az 1636-beli állapotot. A 20. század vége felé, amikor a neogótikát újból értékelni kezdték, a 19. századi berendezés több darabját visszahelyezték a templomba, többek között a keresztút 14 stációját, amely 1898-ban Friedrich Wilhelm Mengelberg műhelyében készült.
A főoltár alatt található a székesegyház második védőszentjének, Szent Willibrordnak az ereklyetartója, amely 1939-ben készült.
Az orgonát 1903-ban építette az utrechti Michaël Maarschalkerweerd. Az eredetileg két manuállal rendelkező hangszert 1939-ben több regiszterrel és egy harmadik manuállal bővítették, 1996-ban restaurálták

## Fordítás
Ez a szócikk részben vagy egészben  a   St.-Katharinen-Kathedrale (Utrecht) című német Wikipédia-szócikk ezen változatának fordításán alapul.  Az eredeti cikk szerkesztőit annak laptörténete sorolja fel. Ez a jelzés csupán a megfogalmazás eredetét és a szerzői jogokat jelzi, nem szolgál a cikkben szereplő információk forrásmegjelöléseként.